# Funke Bucknor-Obruthe
Funke Bucknor-Obruthe, née le 27 juin 1976, est une entrepreneuse et avocate nigériane. Elle est la fondatrice et la directrice générale (CEO) de Zapphaire Events et est considérée comme l'une des pionnières de la planification d'événements de communication au Nigeria.

## Biographie
Bucknor-Obruthe est née en 1976, de Segun et Shola Bucknor, dans l'État de Lagos, au sud-ouest du Nigeria. Elle est la sœur aînée de Tosyn Bucknor, devenue une autre personnalité médiatique nigériane (et morte à 37 ans en 2018),,. Elle effectue ses études primaires et secondaires à Lagos, avant de poursuivre par des études de droit à l'Université de Lagos. En 2000, elle est admise au barreau après avoir fréquenté la Nigerian Law School à Abuja.
Après avoir brièvement pratiqué le droit, Funke Bucknor-Obruthe est employée par Tie Communications, une agence de publicité, où elle travaille pendant une courte période. En 2003, son intérêt pour l'organisation d'événements  de communication l’amène à créer Zapphaire Events, une entreprise indépendante de planification d'événements,,. Elle a, depuis, planifié et organisé plusieurs événements très médiatisés au Nigeria et à l'étranger et ses apports ont été mis en exergue, par exemple en étant présentée dans l'émission Inside Africa de CNN, concernant l'organisation d'un mariage royal nigérian. Elle a notamment été récompensée par le Future Award de l'entrepreneur de l'année en 2006, les Go2girl Life Achievement Awards en 2011, les Nigerian Events Awards pour sa contribution à l'industrie de la communication événementielle en 2012, etc.. En 2014, le magazine nigérian en ligne YNaija a inscrit Bucknor-Obruthe dans sa liste des «10 plus puissants jeunes de moins de 40 ans dans les affaires».
En 2016, elle a été mentionnée dans la liste annuelle des 100 femmes les plus influentes de la BBC.

## Publications
- The Essential Bridal Handbook